# Văcarea (okręg Ardżesz)
Văcarea – wieś w Rumunii, w okręgu Ardżesz, w gminie Mihăești. W 2011 roku liczyła 597 mieszkańców.